# Lerbou
Lerbou est une localité située dans le département de Dori de la province du Séno dans région Sahel au Burkina Faso.

## Géographie
Lerbou est situé au Sud-Est de Wendou et à 3 km au sud de Dori la capitale de l'Empire du Liptako. Lerbou est aussi entouré des villages de Bouloye à l'est, de Wourotorobe au Sud-Est, de Tchoubonga à l'ouest ainsi qu'au Sud-Ouest par Beyballyi. Jadis Lerbou était un village humide comparé à Djomga mais au fil du temps il devient sec à la suite des mauvaises pratiques de l'homme ainsi qu'aux aléas climatiques.

## Histoire
Lerbou fut autrefois parcouru par les peuples nomades qui par la suite se sédentarisent pour fonder le village qu'ils appelleront Lerbou ; ce nom est aussi donné à un cours d'eau proche du village. Lerbou (lerbou dougel ballidje e bagaderredze) qui signifie Lerbou nie des coco et des Lianes serait un village très hospitalier regroupant des Peuhls et des Gourmantches. Selon des sources concordantes et des témoignages, Lerbou fut l'un des villages fondateurs de Torodi, Ngota, Woroganayi, Mbanga Lerboube, Kiriyollo, ... tous des villages dont les ancêtres viennent de Lerbou

## Économie
Lerbou est un village (Peuhls et Gourmantches) d'éleveurs, de forgerons et cultivateurs. Ainsi l'économie est basé sur l'élevage, la forge, la poterie et le tissage.